# П'ять тисяч за голову Мевлуда
«П'ять тисяч за голову Мевлуда» — радянський художній фільм 1985 року, знятий режисером Ніколозом Санішвілі на кіностудії «Грузія-фільм».

## Сюжет
За романом П. Лорія. Початок XX ст. Мевлуд Діасамідзе збирає загін із горців та здійснює зухвалі нальоти на садиби. Намагаючись полегшити в такий спосіб долю жебраків Грузії. Мевлуд уважно стежить за тим, щоб здобич із рук месників потрапляла до бідних. Царський намісник, цар Голіцин, обіцяє за голову Мевлуда п'ять тисяч золотом. Мевлуда та його брата Нукрі заарештовують. Суд засуджує їх до десяти років каторги. Однак Голіцин наполягає на страті. Народні месники організовують втечу, проте рятується лише Нукрі.

## У ролях
- Зураб Цинцкіладзе — Мевлуд Діасамідзе
- Георгій Геловані — Топан Бег
- Нодар Якобідзе — Цевадзе
- Гіві Чугуашвілі — Казанджоглі
- Ека Кутателадзе — Паті
- Манучар Шервашидзе — Шевкет Ага
- Аміран Кадейшвілі — Ерміле Мамаладзе
- Шота Схіртладзе — Ілля Хеладзе
- Мамука Гатенадзе — Нукрі
- Малхаз Бебурішвілі — Чануквадзе
- Ігор Балла — інженер
- Сергій Харченко — генерал
- Тетяна Лаврентьєва — Хатуна, дружина інженера
- Валентина Сьоміна — епізод
- Олександр Овчинников — поручик Дубровський
- Нодар Сохадзе — епізод
- Картлос Марадішвілі — князь Леван Мікеладзе
- Володимир Брегвадзе — епізод
- Коте Бурджанадзе — епізод
- Алеко Васадзе — епізод
- Лері Гапріндашвілі — епізод
- Волемир Грузець — епізод
- Гіві Джаджанідзе — епізод
- Юрій Джиджеїшвілі — епізод
- Михайло Мінеєв — суддя
- Вахтанг Міхелідзе — епізод
- Володимир Чітішвілі — епізод
- Шалва Абашидзе — епізод
- К. Бадицький — епізод
- В. Гагуа — епізод
- Ц. Мамаладзе — епізод

## Знімальна група
- Режисер — Ніколоз Санішвілі
- Сценаристи — Ніколоз Санішвілі, Нугзар Шатаїдзе
- Оператор — Дудар Маргієв
- Композитор — Гомар Сіхарулідзе
- Художник — Борис Цхакая